# قسم كلارستاق الشرقي الريفي (مقاطعة تشالوس)
قسم كلارستاق الشرقي الريفي (بالفارسية: دهستان کلارستاق شرقی) هي منطقة ريفية تقع في قسم في إيران. يقدر عدد سكانها بـ 24,530 نسمة .